# ألبرت فالنتين
ألبرت فالنتين هو كاتب سيناريو ومخرج بلجيكي، ولد في 5 أغسطس 1902 في لا لوفيير في بلجيكا، وتوفي في 13 أبريل 1968 في سوريسن في فرنسا.

## وصلات خارجية
- ألبرت فالنتين على موقع IMDb (الإنجليزية)
- ألبرت فالنتين على موقع ألو سيني (الفرنسية)
- ألبرت فالنتين على موقع أول موفي (الإنجليزية)
- ألبرت فالنتين على موقع قاعدة بيانات الأفلام السويدية (السويدية)
- ألبرت فالنتين على موقع قاعدة بيانات الفيلم (الإنجليزية)
- ألبرت فالنتين على موقع كينوبويسك (الروسية)